# حي العقبة
محلة العقبة هي من أقدم أو حتى أقدم محلات مدينة حلب في شمال سوريا و تقع تحديدا في حلب القديمة.
و هي محلة طيبة المناخ لارتفاعها و خلوها من الماء الجاري و آبارها مالحة سحيقة و فيها آبار يجمع ماؤها من المطر و يكثر فيها البعوض في فصل الصيف و الخريف و هي أسرع محلات حلب تأثرا بالزلازل.

## الجغرافيا
حدها جنوبا سوق الهواء الممتد من باب انطاكية. إلى تجاه جامع البهرامية و شرقا زقاق الميخانات و شمالا بوابة قيس و تمامه زقاق الهواء قرب باب الجنان و غربا جادة الخانات الكائنة وراء السور الممتدة من باب انطاكية إلى باب الجنان.

## أصل التسمية
و هذه المحلة يقال لها عقبة بني المنذر، و سميت عقبة لنشوزها عن بقية أرض حلب و لا يعرف وجه إضافتها لبني المنذر و لعلهم أول من نزلها بعد الفتح.

## السكان
من الأسر الإسلامية الشهيرة في هذه المحلة أسرة بني مهروسة.
- الفضل بن صالح بن علي بن عبد الله بن العباس و يقال أنه أول من سكنها بين عامي 152-154 هجرية الموافق للأعوام 769 -771 ميلادية.
- سابق بن محمود بن صالح مرداس و الذي حكم حلب سنة 468 هجرية أي 1076 ميلادية.
- الصفي ابن المنذر ناظر حلب في عهد الظاهر غازي الذي يصفه المؤرخ أبو ذر المتوفى سنة 843 هجرية 1440 ميلادية بأنه كان ضابطاً حسن السيرة للرعايا وقد بنى فيه حماماً يعرف باسم حمام البزدار مازالت قائمة لليوم.

كانت محلة العقبة مسكناً لحكام حلب في بداية العهود العربية الإسلامية رغم أنّ المؤرخين قد اتفقوا على أنّ ماؤها ظاهر الملوحة وتخلو من المياه الجارية ويشرب سكانها من ماء المطر حيث يجمعونه في صهاريج في بيوتهم لأنّ قناة حيلان التي كانت تمد حلب بمياه الشرب لم تكن تصل الحي المرتفع.

## التاريخ
فإنّ الدراسات المتوافرة حتى الآن والشواهد التاريخية المتاحة تظهر بأنّ هذه المحلة كانت "حلب" الأولى منذ ثلاثة آلاف وأربعمئة سنة خلت وربما تتيح الحفريات الأثرية إلى إظهار ما هو أقدم من ذلك التاريخ. إنّ ارتفاع محلة العقبة ووقوعها إلى جانب نهر قويق وقد كان غزير المياه هي أهم الصفات الأساسية للتجمعات السكانية في العصور القديمة، والواقع أنّ وجود تيجان الأعمدة البازلتية والكلسية المنتشرة في أرجاء محلة العقبة وفي واجهة جامع القيقان ثم بقايا الأعمدة الحجرية في جدرانه يُعتبر شواهد على قدم هذا الموقع، كما أنّ النصب الحثي البازلتي المعاد بناؤه في الجدار الجنوبي للجامع المذكور والذي يعود إلى القرن الرابع عشر قبل الميلاد يثبت وجود التجمع السكني القديم في هذه المحلة في فترة الحكم الحثي في شمال سورية. في القرن الرابع قبل الميلاد وفي عهد الإسكندر المقدوني أصبحت حلب ضمن إمبراطوريته الواسعة وقام خليفته سلوقس نيكاتور ببناء الشارع المستقيم في بداية محلة العقبة وعلى طرفيها الجنوبي والذي لا يزال موجوداً إلى اليوم، وحين جاء العرب المسلمون قبل ألف وأربعمائة عام في زمن عمر ابن الخطاب رضي الله عنه ليحرروا مدينة حلب من الحكم الروماني-البيزنطي دخلوا المدينة من جهة باب إنطاكية وأراحوا أتراسهم هناك وبني فيما بعد جامع الأتراس أو "الشعيبية أو التوتة فكان أول جامع اختطه المسلمون في محلة العقبة بحلب.

## المعالم و الحضارة

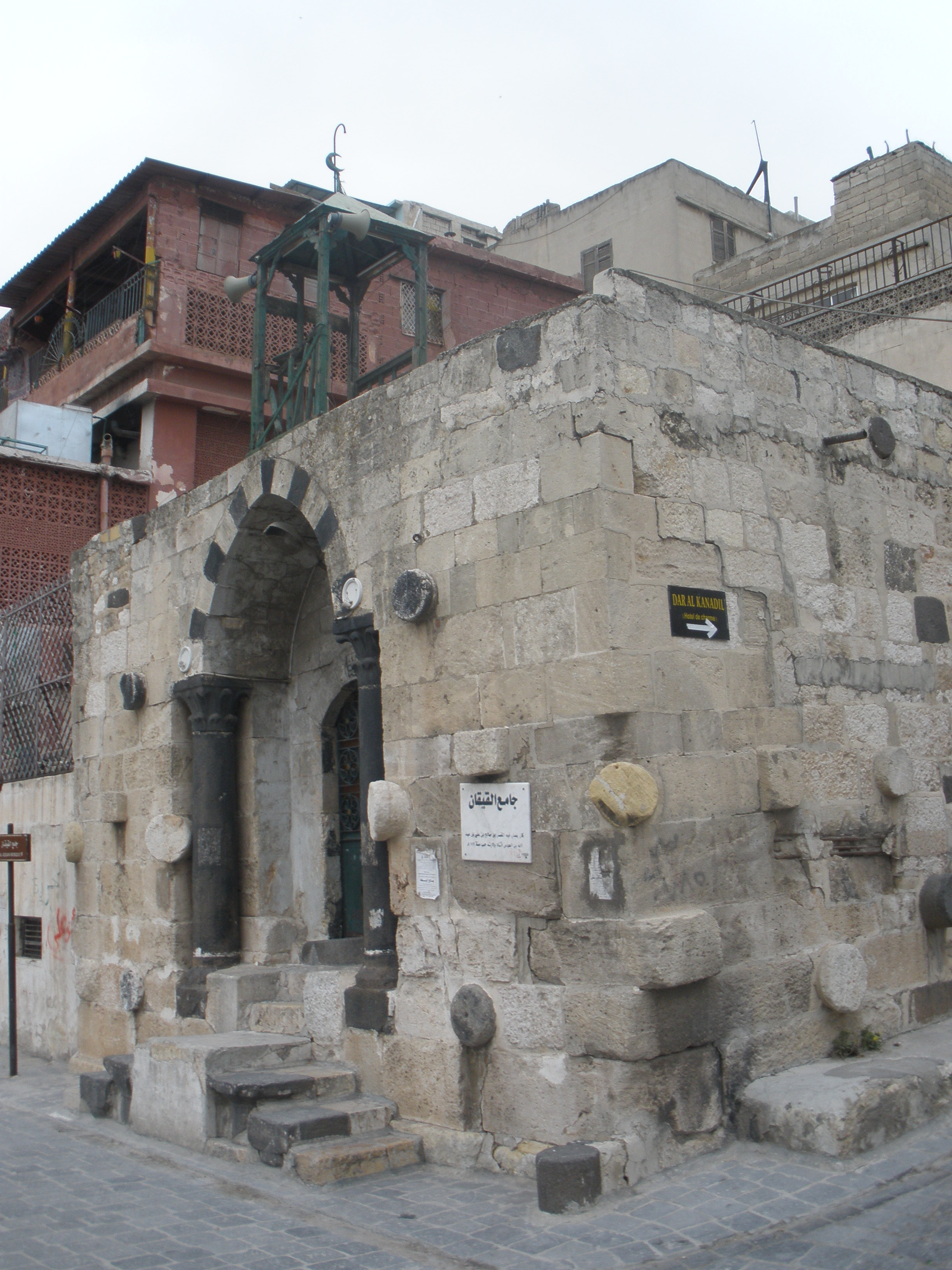
جامع القيقان في حلب

- جامع القيقان
- جامع التوتة
- مسجد الكيزواني
- جامع الخواجا
- خان كامل
- الزاوية الكمالية
- حمام البزدار
- حمام الخواجة[1]